# Luigi Ricci
Luigi Ricci (Napoli, 8 luglio 1805 – Praga, 31 dicembre 1859) è stato un compositore italiano, famoso soprattutto come operista.
Era il fratello maggiore di Federico Ricci, con il quale collaborò in diversi lavori.

## Biografia
Luigi nacque e studiò a Napoli, dove scrisse la sua prima opera al conservatorio nel 1823. Il suo trionfo avvenne nel 1831 alla Scala con Chiara di Rosembergh e nel 1834 con Un'avventura di Scaramuccia, opere che lo resero famoso in tutta Europa. Nel 1835 collaborò col fratello Federico per la stesura della prima delle quattro opere che avrebbero scritto assieme.
Nel 1837 Luigi ebbe dei problemi finanziari, dovuti soprattutto al suo stravagante stile di vita e all'insuccesso della sua opera Le nozze di Figaro, data alla Scala. Fu così costretto ad accettare un lavoro a Trieste come maestro di cappella a San Giusto e maestro di cembalo al Teatro Grande, e per sette anni non compose altre opere. Poi, comunque, si innamorò, contemporaneamente, di Francesca (Franziska, Fanny) e Ludmila (Lidia), le sorelle gemelle boeme diciassettenni della cantante Teresa Stolz, e questo lo ispirò a comporre (nel 1845) un'opera per loro dove, a Odessa, tutte e due avrebbero cantato. Tornato a Trieste sposò Ludmila (senza, comunque, abbandonare l'altra). Egli compose poi altre tre opere, che vennero ben accolte, sebbene il suo più grande successo di quegli anni sia stato alla fine Crispino e la comare, la sua ultima collaborazione con il fratello, della quale egli scrisse la parte maggiore.
Quest'opera fu la migliore composizione di Luigi, e, sebbene non raggiungesse il livello di Donizetti (del quale era egli stesso un grande ammiratore), Crispino e la comare viene generalmente considerata una delle migliori opere comiche italiane del periodo.
Nel 1859, poco dopo la produzione della sua ultima opera, Luigi fu in preda a disturbi psichici che gli fecero terminare la sua vita in un ospedale di Praga.
Sua figlia Lella Ricci (con Ludmila, 1850-71) divenne una cantante lirica, mentre suo figlio Luigi Ricci-Stolz (con Francesca, 1852-1906) fu invece un compositore.

## Composizioni

### Opere liriche
- L'impresario in angustie (Napoli, 1822)
- La cena frastornata (Napoli, 1824)
- Il sogno avverato (con D. Pogliani-Gagliardi e probabilmente N. Zingarelli, Napoli, 1825)
- L'abbate Taccarella, ovvero Aladino (Napoli, 1825; anche prodotta come La gabbia de' matti, Poeta Taccarella, ecc.)
- Il diavolo condannato nel mondo a prender moglie, opera semiseria in 2 atti, libretto di Andrea Leone Tottola (anche prodotta come Il diavolo mal sposato, 1826 Teatro Nuovo (Napoli))
- La lucerna di Epitteto (Napoli, 1827)
- Ulisse in Itaca, di Domenico Gilardoni (Teatro San Carlo di Napoli, 1828 con Michele Benedetti (basso))
- Il Colombo libretto di Felice Romani (Teatro Regio di Parma, 27 giugno 1829 con Luigi Lablache ed Enrichetta Méric-Lalande)
- Amina, ovvero L'orfanella di Ginevra (Roma, 1829)
- Il sonnambulo (Roma, 1829)
- Fernando Cortez, ovvero L'eroina del Messico (Roma, 1830)
- Annibale in Torino, melodramma serio per musica in 2 atti, libretto di Felice Romani (Teatro Regio di Torino, 1830 diretta da Giovanni Battista Polledro con Domenico Reina)
- La neve (Milano, 1831)
- Chiara di Rosembergh, melodramma semiserio in 2 atti, libretto di Gaetano Rossi (La Scala, Milano, 1831 con Giuditta Grisi; anche prodotta come Chiara di Montalbano in Francia, 1835)
- Il nuovo Figaro (Parma, 1832)
- I due sergenti, opera semiseria in 2 atti, libretto di Felice Romani (Teatro alla Scala di Milano, 1833)
- Un'avventura di Scaramuccia, melodramma comico in 2 atti, libretto di Felice Romani (Teatro alla Scala di Milano, 1834 con Marietta Brambilla)
- Gli esposti, ovvero Eran due or son tre (Venezia, 1834; anche I figli esposti)
- Chi dura vince, ovvero La luna di miele (Roma, 1834) (rivista da Federico Ricci come La petite comtesse, 1876);
- La serva e l'ussero (Pavia, 1835)
- Il colonnello (con Federico Ricci), 1835), anche prodotta come La donna colonnello;
- Il disertore per amore (con Federico Ricci), 1836)
- Le nozze di Figaro, melodramma comico in 2 atti, libretto di Gaetano Rossi (Teatro alla Scala di Milano, 1838)
- Chiara di Montalbano (Milano, 1838)
- La solitaria delle Asturie (Odessa, 1845)
- L'amante di richiamo (con Federico Ricci), 1846)
- Il birraio di Preston (Firenze, 1847)
- Crispino e la comare  (in collaborazione col fratello Federico su libretto di Francesco Maria Piave) (Venezia San Benedetto 28 febbraio 1850)
- La festa di Piedigrotta, opera buffa napolitana in 4 atti (Teatro Nuovo di Napoli, 1852; include la celebre tarantella)
- Il diavolo a quattro (Teatro Armonia, Trieste, 15-5-1859)
- Piedigrotta (1850; su libretto di Marco D'Arienzo)

## Riferimenti nella cultura di massa
La sua opera Il birraio di Preston ha dato il titolo all'omonimo romanzo di Andrea Camilleri.